# Internationaux de France
Internationaux de France, anteriormente chamado de Trophée de France (1994–1995, 2016), Trophée Éric Bompard (2004–2015), Trophée Lalique (1996–2003), e Grand Prix International de Paris (1987–1993), é uma competição internacional e anual de patinação artística disputado desde 1987, e que faz parte do calendário do Grand Prix ISU. A competição tem quatro eventos: individual masculino, individual feminino, duplas e dança no gelo.

## Edições
| Ano  | Edição  | Cidade sede | Sênior | Sênior | Sênior | Sênior | Ref    |
| Ano  | Edição  | Cidade sede | M      | F      | P      | D      | Ref    |
| ---- | ------- | ----------- | ------ | ------ | ------ | ------ | ------ |
| 1987 | 1.ª     | Paris       | •      | •      | •      | •      | [ 1 ]  |
| 1988 | 2.ª     | Paris       | •      | •      | •      | •      | [ 2 ]  |
| 1989 | 3.ª     | Paris       | •      | •      | •      | •      | [ 3 ]  |
| 1990 | 4.ª     | Paris       | •      | •      | •      | •      | [ 4 ]  |
| 1991 | 5.ª     | Albertville | •      | •      | •      | •      | [ 5 ]  |
| 1992 | 6.ª     | Albertville | •      | •      | •      | •      | [ 6 ]  |
| 1993 | 7.ª     | Paris       | •      | •      | •      | •      | [ 7 ]  |
| 1994 | 8.ª     | Lyon        | •      | •      | •      | •      | [ 8 ]  |
| 1995 | 9.ª     | Bordeaux    | •      | •      | •      | •      | [ 9 ]  |
| 1996 | 10.ª    | Paris       | •      | •      | •      | •      | [ 10 ] |
| 1997 | 11.ª    | Paris       | •      | •      | •      | •      | [ 11 ] |
| 1998 | 12.ª    | Paris       | •      | •      | •      | •      | [ 12 ] |
| 1999 | 13.ª    | Paris       | •      | •      | •      | •      | [ 13 ] |
| 2000 | 14.ª    | Paris       | •      | •      | •      | •      | [ 14 ] |
| 2001 | 15.ª    | Paris       | •      | •      | •      | •      | [ 15 ] |
| 2002 | 16.ª    | Paris       | •      | •      | •      | •      | [ 16 ] |
| 2003 | 17.ª    | Paris       | •      | •      | •      | •      | [ 17 ] |
| 2004 | 18.ª    | Paris       | •      | •      | •      | •      | [ 18 ] |
| 2005 | 19.ª    | Paris       | •      | •      | •      | •      | [ 19 ] |
| 2006 | 20.ª    | Paris       | •      | •      | •      | •      | [ 20 ] |
| 2007 | 21.ª    | Paris       | •      | •      | •      | •      | [ 21 ] |
| 2008 | 22.ª    | Paris       | •      | •      | •      | •      | [ 22 ] |
| 2009 | 23.ª    | Paris       | •      | •      | •      | •      | [ 23 ] |
| 2010 | 24.ª    | Paris       | •      | •      | •      | •      | [ 24 ] |
| 2011 | 25.ª    | Paris       | •      | •      | •      | •      | [ 25 ] |
| 2012 | 26.ª    | Paris       | •      | •      | •      | •      | [ 26 ] |
| 2013 | 27.ª    | Paris       | •      | •      | •      | •      | [ 27 ] |
| 2014 | 28.ª    | Bordeaux    | •      | •      | •      | •      | [ 28 ] |
| 2015 | 29.ª[A] | Bordeaux    | •      | •      | •      | •      | [ 29 ] |
| 2016 | 30.ª    | Paris       | •      | •      | •      | •      | [ 30 ] |
| 2017 | 31.ª    | Grenoble    | •      | •      | •      | •      | [ 31 ] |
| 2018 | 32.ª    | Grenoble    | •      | •      | •      | •      | [ 32 ] |
| 2019 | 33.ª    | Grenoble    | •      | •      | •      | •      | [ 33 ] |

Legenda
- Parte do Grand Prix ISU

Notas
- A ^ Competição começou normalmente, porém após os ataques em Paris no dia 13 de novembro, a organização da competição decidiu cancelar as competições do segundo dia, porém mantendo os resultados obtidos no programa curto para efeito de pontuação do Grand Prix de 2015–16.[34]

## Lista de medalhistas

### Individual masculino
| Evento                      | Ouro                                     | Prata                                    | Bronze                            |
| Paris 1987 (detalhes)       | Petr Barna · Tchecoslováquia             | Angelo D'Agostino · Estados Unidos       | Paul Robinson · Reino Unido       |
| Paris 1988 (detalhes)       | Paul Wylie · Estados Unidos              | Gregor Filipowski · Polônia              | Michael Slipchuk · Canadá         |
| Paris 1989 (detalhes)       | Viacheslav Zagorodniuk · União Soviética | Gregor Filipowski · Polônia              | Norm Proft · Canadá               |
| Paris 1990 (detalhes)       | Christopher Bowman · Estados Unidos      | Viacheslav Zagorodniuk · União Soviética | Elvis Stojko · Canadá             |
| Albertville 1991 (detalhes) | Kurt Browning · Canadá                   | Viacheslav Zagorodniuk · União Soviética | Alexei Urmanov · União Soviética  |
| Albertville 1992 (detalhes) | Mark Mitchell · Estados Unidos           | Eric Millot · França                     | Sébastien Britten · Canadá        |
| Paris 1993 (detalhes)       | Todd Eldredge · Estados Unidos           | Philippe Candeloro · França              | Viacheslav Zagorodniuk · Ucrânia  |
| Lyon 1994 (detalhes)        | Philippe Candeloro · França              | Eric Millot · França                     | Michael Chack · Estados Unidos    |
| Bordeaux 1995 (detalhes)    | Ilia Kulik · Rússia                      | Eric Millot · França                     | Elvis Stojko · Canadá             |
| Paris 1996 (detalhes)       | Todd Eldredge · Estados Unidos           | Viacheslav Zagorodniuk · Ucrânia         | Michael Weiss · Estados Unidos    |
| Paris 1997 (detalhes)       | Alexei Yagudin · Rússia                  | Philippe Candeloro · França              | Igor Pashkevitch · Azerbaijão     |
| Paris 1998 (detalhes)       | Alexei Yagudin · Rússia                  | Michael Weiss · Estados Unidos           | Emanuel Sandhu · Canadá           |
| Paris 1999 (detalhes)       | Alexei Yagudin · Rússia                  | Vincent Restencourt · França             | Ivan Dinev · Bulgária             |
| Paris 2000 (detalhes)       | Alexei Yagudin · Rússia                  | Stanick Jeannette · França               | Roman Serov · Rússia              |
| Paris 2001 (detalhes)       | Alexei Yagudin · Rússia                  | Todd Eldredge · Estados Unidos           | Andrejs Vlashenko · Alemanha      |
| Paris 2002 (detalhes)       | Michael Weiss · Estados Unidos           | Zhang Min · China                        | Takeshi Honda · Japão             |
| Paris 2003 (detalhes)       | Evgeni Plushenko · Rússia                | Kevin Van Der Perren · Bélgica           | Michael Weiss · Estados Unidos    |
| Paris 2004 (detalhes)       | Johnny Weir · Estados Unidos             | Brian Joubert · França                   | Emanuel Sandhu · Canadá           |
| Paris 2005 (detalhes)       | Jeffrey Buttle · Canadá                  | Brian Joubert · França                   | Gheorghe Chiper · Romênia         |
| Paris 2006 (detalhes)       | Brian Joubert · França                   | Alban Préaubert · França                 | Sergei Dobrin · Rússia            |
| Paris 2007 (detalhes)       | Patrick Chan · Canadá                    | Sergei Voronov · Rússia                  | Alban Préaubert · França          |
| Paris 2008 (detalhes)       | Patrick Chan · Canadá                    | Takahiko Kozuka · Japão                  | Alban Préaubert · França          |
| Paris 2009 (detalhes)       | Nobunari Oda · Japão                     | Tomáš Verner · República Tcheca          | Adam Rippon · Estados Unidos      |
| Paris 2010 (detalhes)       | Takahiko Kozuka · Japão                  | Florent Amodio · França                  | Brandon Mroz · Estados Unidos     |
| Paris 2011 (detalhes)       | Patrick Chan · Canadá                    | Song Nan · China                         | Michal Březina · República Tcheca |
| Paris 2012 (detalhes)       | Takahito Mura · Japão                    | Jeremy Abbott · Estados Unidos           | Florent Amodio · França           |
| Paris 2013 (detalhes)       | Patrick Chan · Canadá                    | Yuzuru Hanyu · Japão                     | Jason Brown · Estados Unidos      |
| Bordeaux 2014 (detalhes)    | Maxim Kovtun · Rússia                    | Tatsuki Machida · Japão                  | Denis Ten · Cazaquistão           |
| Bordeaux 2015 (detalhes)    | Shoma Uno · Japão                        | Maxim Kovtun · Rússia                    | Daisuke Murakami · Japão          |
| Paris 2016 (detalhes)       | Javier Fernández · Espanha               | Denis Ten · Cazaquistão                  | Adam Rippon · Estados Unidos      |
| Grenoble 2017 (detalhes)    | Javier Fernández · Espanha               | Shoma Uno · Japão                        | Misha Ge · Uzbequistão            |
| Grenoble 2018 (detalhes)    | Nathan Chen · Estados Unidos             | Jason Brown · Estados Unidos             | Alexander Samarin · Rússia        |
| Grenoble 2019 (detalhes)    | Nathan Chen · Estados Unidos             | Alexander Samarin · Rússia               | Kevin Aymoz · França              |
| Referências:                |                                          |                                          |                                   |

### Individual feminino
| Evento                      | Ouro                                  | Prata                              | Bronze                               |
| Paris 1987 (detalhes)       | Jill Trenary · Estados Unidos         | Agnes Gosselin · França            | Patricia Neske · Alemanha Ocidental  |
| Paris 1988 (detalhes)       | Claudia Leistner · Alemanha Ocidental | Natalia Gorbenko · União Soviética | Evelyn Grossmann · Alemanha Oriental |
| Paris 1989 (detalhes)       | Surya Bonaly · França                 | Holly Cook · Estados Unidos        | Laetitia Hubert · França             |
| Paris 1990 (detalhes)       | Surya Bonaly · França                 | Lenka Kulovana · República Tcheca  | Nancy Kerrigan · Estados Unidos      |
| Albertville 1991 (detalhes) | Midori Ito · Japão                    | Kristi Yamaguchi · Estados Unidos  | Nancy Kerrigan · Estados Unidos      |
| Albertville 1992 (detalhes) | Surya Bonaly · França                 | Karen Preston · Canadá             | Laetitia Hubert · França             |
| Paris 1993 (detalhes)       | Surya Bonaly · França                 | Mila Kajas · Finlândia             | Lisa Sargeant · Canadá               |
| Lyon 1994 (detalhes)        | Surya Bonaly · França                 | Tonia Kwiatkowski · Estados Unidos | Michelle Kwan · Estados Unidos       |
| Bordeaux 1995 (detalhes)    | Josée Chouinard · Canadá              | Chen Lu · China                    | Surya Bonaly · França                |
| Paris 1996 (detalhes)       | Michelle Kwan · Estados Unidos        | Maria Butyrskaya · Rússia          | Tara Lipinski · Estados Unidos       |
| Paris 1997 (detalhes)       | Laetitia Hubert · França              | Tara Lipinski · Estados Unidos     | Vanessa Gusmeroli · França           |
| Paris 1998 (detalhes)       | Maria Butyrskaya · Rússia             | Nicole Bobek · Estados Unidos      | Vanessa Gusmeroli · França           |
| Paris 1999 (detalhes)       | Maria Butyrskaya · Rússia             | Viktoria Volchkova · Rússia        | Sarah Hughes · Estados Unidos        |
| Paris 2000 (detalhes)       | Maria Butyrskaya · Rússia             | Viktoria Volchkova · Rússia        | Jennifer Kirk · Estados Unidos       |
| Paris 2001 (detalhes)       | Maria Butyrskaya · Rússia             | Sarah Hughes · Estados Unidos      | Sasha Cohen · Estados Unidos         |
| Paris 2002 (detalhes)       | Sasha Cohen · Estados Unidos          | Yoshie Onda · Japão                | Alisa Drei · Finlândia               |
| Paris 2003 (detalhes)       | Sasha Cohen · Estados Unidos          | Shizuka Arakawa · Japão            | Julia Sebestyen · Hungria            |
| Paris 2004 (detalhes)       | Joannie Rochette · Canadá             | Carolina Kostner · Itália          | Julia Sebestyen · Hungria            |
| Paris 2005 (detalhes)       | Mao Asada · Japão                     | Sasha Cohen · Estados Unidos       | Shizuka Arakawa · Japão              |
| Paris 2006 (detalhes)       | Kim Yu-Na · Coreia do Sul             | Miki Ando · Japão                  | Kimmie Meissner · Estados Unidos     |
| Paris 2007 (detalhes)       | Mao Asada · Japão                     | Kimmie Meissner · Estados Unidos   | Ashley Wagner · Estados Unidos       |
| Paris 2008 (detalhes)       | Joannie Rochette · Canadá             | Mao Asada · Japão                  | Caroline Zhang · Estados Unidos      |
| Paris 2009 (detalhes)       | Kim Yu-Na · Coreia do Sul             | Mao Asada · Japão                  | Yukari Nakano · Japão                |
| Paris 2010 (detalhes)       | Kiira Korpi · Finlândia               | Mirai Nagasu · Estados Unidos      | Alissa Czisny · Estados Unidos       |
| Paris 2011 (detalhes)       | Elizaveta Tuktamysheva · Rússia       | Carolina Kostner · Itália          | Alissa Czisny · Estados Unidos       |
| Paris 2012 (detalhes)       | Ashley Wagner · Estados Unidos        | Elizaveta Tuktamysheva · Rússia    | Julia Lipnitskaia · Rússia           |
| Paris 2013 (detalhes)       | Ashley Wagner · Estados Unidos        | Adelina Sotnikova · Rússia         | Anna Pogorilaya · Rússia             |
| Bordeaux 2014 (detalhes)    | Elena Radionova · Rússia              | Yulia Lipnitskaya · Rússia         | Ashley Wagner · Estados Unidos       |
| Bordeaux 2015 (detalhes)    | Gracie Gold · Estados Unidos          | Yulia Lipnitskaya · Rússia         | Roberta Rodeghiero · Itália          |
| Paris 2016 (detalhes)       | Evgenia Medvedeva · Rússia            | Maria Sotskova · Rússia            | Wakaba Higuchi · Japão               |
| Grenoble 2017 (detalhes)    | Alina Zagitova · Rússia               | Maria Sotskova · Rússia            | Kaetlyn Osmond · Canadá              |
| Grenoble 2018 (detalhes)    | Rika Kihira · Japão                   | Mai Mihara · Japão                 | Bradie Tennell · Estados Unidos      |
| Grenoble 2019 (detalhes)    | Alena Kostornaia · Rússia             | Alina Zagitova · Rússia            | Mariah Bell · Estados Unidos         |
| Referências:                |                                       |                                    |                                      |

### Duplas
| Evento                      | Ouro                                                    | Prata                                                   | Bronze                                             |
| Paris 1987 (detalhes)       | Natalie Seybold · Wayne Seybold · Estados Unidos        | Yulia Bistrova · Aleksandr Tarasov · União Soviética    | Laurene Collin · John Penticost · Canadá           |
| Paris 1988 (detalhes)       | Elena Bechke · Denis Petrov · União Soviética           | Mandy Wötzel · Axel Rauschenbach · Alemanha Oriental    | Katy Keely · Joseph Mero · Estados Unidos          |
| Paris 1989 (detalhes)       | Mandy Wötzel · Axel Rauschenbach · Alemanha Oriental    | Isabelle Brasseur · Lloyd Eisler · Canadá               | Radka Kovarikova · Rene Novotny · República Tcheca |
| Paris 1990 (detalhes)       | Elena Bechke · Denis Petrov · União Soviética           | Evgenia Chernysheva · Dmitri Sukhanov · União Soviética | Michelle Menzies · Kevin Wheeler · Canadá          |
| Albertville 1991 (detalhes) | Natalia Mishkutionok · Artur Dmitriev · União Soviética | Radka Kovarikova · Rene Novotny · República Tcheca      | Elena Bechke · Denis Petrov · União Soviética      |
| Albertville 1992 (detalhes) | Evgenia Shishkova · Vadim Naumov · Rússia               | Radka Kovarikova · Rene Novotny · República Tcheca      | Karen Courtland · Todd Reynolds · Estados Unidos   |
| Paris 1993 (detalhes)       | Natalia Mishkutionok · Artur Dmitriev · Rússia          | Marina Eltsova · Andrei Bushkov · Rússia                | Jenni Meno · Todd Sand · Estados Unidos            |
| Lyon 1994 (detalhes)        | Marina Eltsova · Andrei Bushkov · Rússia                | Elena Berezhnaya · Oleg Shliakhov · Letônia             | Mandy Wötzel · Ingo Steuer · Alemanha              |
| Bordeaux 1995 (detalhes)    | Elena Berezhnaya · Oleg Sliakov · Letônia               | Oksana Kazakova · Artur Dmitriev · Rússia               | Jenni Meno · Todd Sand · Estados Unidos            |
| Paris 1996 (detalhes)       | Oksana Kazakova · Artur Dmitriev · Rússia               | Jenni Meno · Todd Sand · Estados Unidos                 | Elena Berezhnaya · Anton Sikharulidze · Rússia     |
| Paris 1997 (detalhes)       | Elena Berezhnaya · Anton Sikharulidze · Rússia          | Mandy Wötzel · Ingo Steuer · Alemanha                   | Shen Xue · Zhao Hongbo · China                     |
| Paris 1998 (detalhes)       | Sarah Abitbol · Stephane Bernadis · França              | Kyoko Ina · John Zimmerman · Estados Unidos             | Marina Eltsova · Andrei Bushkov · Rússia           |
| Paris 1999 (detalhes)       | Sarah Abitbol · Stephane Bernadis · França              | Tatiana Totmianina · Maxim Marinin · Rússia             | Dorota Zagórska · Mariusz Siudek · Polônia         |
| Paris 2000 (detalhes)       | Elena Berezhnaya · Anton Sikharulidze · Rússia          | Jamie Sale · David Pelletier · Canadá                   | Kyoko Ina · John Zimmerman · Estados Unidos        |
| Paris 2001 (detalhes)       | Elena Berezhnaya · Anton Sikharulidze · Rússia          | Kyoko Ina · John Zimmerman · Estados Unidos             | Sarah Abitbol · Stephane Bernadis · França         |
| Paris 2002 (detalhes)       | Tatiana Totmianina · Maxim Marinin · Rússia             | Sarah Abitbol · Stephane Bernadis · França              | Pang Qing · Tong Jian · China                      |
| Paris 2003 (detalhes)       | Zhang Dan · Zhang Hao · China                           | Tatiana Totmianina · Maxim Marinin · Rússia             | Tiffany Scott · Philip Dulebohn · Estados Unidos   |
| Paris 2004 (detalhes)       | Shen Xue · Zhao Hongbo · China                          | Maria Petrova · Alexei Tikhonov · Rússia                | Pang Qing · Tong Jian · China                      |
| Paris 2005 (detalhes)       | Tatiana Totmianina · Maxim Marinin · Rússia             | Pang Qing · Tong Jian · China                           | Valerie Marcoux · Craig Buntin · Canadá            |
| Paris 2006 (detalhes)       | Maria Petrova · Alexei Tikhonov · Rússia                | Rena Inoue · John Baldwin · Estados Unidos              | Julia Obertas · Sergei Slavnov · Rússia            |
| Paris 2007 (detalhes)       | Zhang Dan · Zhang Hao · China                           | Pang Qing · Tong Jian · China                           | Maria Mukhortova · Maxim Trankov · Rússia          |
| Paris 2008 (detalhes)       | Aliona Savchenko · Robin Szolkowy · Alemanha            | Maria Mukhortova · Maxim Trankov · Rússia               | Meagan Duhamel · Craig Buntin · Canadá             |
| Paris 2009 (detalhes)       | Maria Mukhortova · Maxim Trankov · Rússia               | Jessica Dubé · Bryce Davison · Canadá                   | Aliona Savchenko · Robin Szolkowy · Alemanha       |
| Paris 2010 (detalhes)       | Aliona Savchenko · Robin Szolkowy · Alemanha            | Vera Bazarova · Yuri Larionov · Rússia                  | Maylin Hausch · Daniel Wende · Alemanha            |
| Paris 2011 (detalhes)       | Tatiana Volosozhar · Maxim Trankov · Rússia             | Vera Bazarova · Yuri Larionov · Rússia                  | Meagan Duhamel · Eric Radford · Canadá             |
| Paris 2012 (detalhes)       | Yuko Kavaguti · Alexander Smirnov · Rússia              | Meagan Duhamel · Eric Radford · Canadá                  | Stefania Berton · Ondřej Hotárek · Itália          |
| Paris 2013 (detalhes)       | Pang Qing · Tong Jian · China                           | Meagan Duhamel · Eric Radford · Canadá                  | Caydee Denney · John Coughlin · Estados Unidos     |
| Bordeaux 2014 (detalhes)    | Ksenia Stolbova · Fedor Klimov · Rússia                 | Sui Wenjing · Han Cong · China                          | Wang Xuehan · Wang Lei · China                     |
| Bordeaux 2015 (detalhes)    | Tatiana Volosozhar · Maxim Trankov · Rússia             | Vanessa James · Morgan Cipres · França                  | Julianne Seguin · Charlie Bilodeau · Canadá        |
| Paris 2016 (detalhes)       | Aliona Savchenko · Bruno Massot · Alemanha              | Evgenia Tarasova · Vladimir Morozov · Rússia            | Vanessa James · Morgan Ciprès · França             |
| Grenoble 2017 (detalhes)    | Evgenia Tarasova · Vladimir Morozov · Rússia            | Vanessa James · Morgan Ciprès · França                  | Nicole Della Monica · Matteo Guarise · Itália      |
| Grenoble 2018 (detalhes)    | Vanessa James · Morgan Ciprès · França                  | Tarah Kayne · Danny O'Shea · Estados Unidos             | Aleksandra Boikova · Dimitrii Kozlovskii · Rússia  |
| Grenoble 2019 (detalhes)    | Anastasia Mishina · Aleksandr Galliamov · Rússia        | Daria Pavliuchenko · Denis Khodykin · Rússia            | Haven Denney · Brandon Frazier · Estados Unidos    |
| Referências:                |                                                         |                                                         |                                                    |

### Dança no gelo
| Evento                      | Ouro                                                  | Prata                                                  | Bronze                                               |
| Paris 1987 (detalhes)       | Lia Trovati · Roberto Pelizzola · Itália              | Susan Wynne · Joseph Druar · Estados Unidos            | Corinne Palliard · Didier Courtois · França          |
| Paris 1988 (detalhes)       | Susan Wynne · Joseph Druar · Estados Unidos           | Sharon Jones · Paul Askham · Reino Unido               | Oksana Grishuk · Alexandr Chichkov · União Soviética |
| Paris 1989 (detalhes)       | Anjelika Krylova · Vladimir Leliuk · União Soviética  | April Sargeant Thomas · Russ Witherby · Estados Unidos | Susanna Rahkamo · Petri Kokko · Finlândia            |
| Paris 1990 (detalhes)       | Stefania Calegari · Pasquale Camerlengo · Itália      | Sophie Moniotte · Pascal Lavanchy · França             | Anjelika Krylova · Vladimir Leliuk · União Soviética |
| Albertville 1991 (detalhes) | Anjelika Krylova · Vladimir Fedorov · União Soviética | Dominique Yvon · Frederic Palluel · França             | Katerina Mrazova · Martin Simecek · República Tcheca |
| Albertville 1992 (detalhes) | Sophie Moniotte · Pascal Lavanchy · França            | Irina Romanova · Igor Yaroshenko · Ucrânia             | Elena Kustarova · Oleg Ovsiannikov · Rússia          |
| Paris 1993 (detalhes)       | Irina Lobacheva · Ilia Averbukh · Rússia              | Elizabeth Punsalan · Jerod Swallow · Estados Unidos    | Marina Anissina · Gwendal Peizerat · França          |
| Lyon 1994 (detalhes)        | Marina Anissina · Gwendal Peizerat · França           | Elizabeth Punsalan · Jerod Swallow · Estados Unidos    | Katerina Mrazova · Martin Simecek · República Tcheca |
| Bordeaux 1995 (detalhes)    | Oksana Grishuk · Evgeni Platov · Rússia               | Marina Anissina · Gwendal Peizerat · França            | Irina Romanova · Igor Yaroshenko · Ucrânia           |
| Paris 1996 (detalhes)       | Marina Anissina · Gwendal Peizerat · França           | Elizabeth Punsalan · Jerod Swallow · Estados Unidos    | Irina Romanova · Igor Yaroshenko · Ucrânia           |
| Paris 1997 (detalhes)       | Oksana Grishuk · Evgeni Platov · Rússia               | Marina Anissina · Gwendal Peizerat · França            | Irina Romanova · Igor Yaroshenko · Ucrânia           |
| Paris 1998 (detalhes)       | Marina Anissina · Gwendal Peizerat · França           | Barbara Fusar-Poli · Maurizio Margaglio · Itália       | Margarita Drobiazko · Povilas Vanagas · Lituânia     |
| Paris 1999 (detalhes)       | Marina Anissina · Gwendal Peizerat · França           | Barbara Fusar-Poli · Maurizio Margaglio · Itália       | Margarita Drobiazko · Povilas Vanagas · Lituânia     |
| Paris 2000 (detalhes)       | Marina Anissina · Gwendal Peizerat · França           | Irina Lobacheva · Ilia Averbukh · Rússia               | Kati Winkler · Rene Lohse · Alemanha                 |
| Paris 2001 (detalhes)       | Marina Anissina · Gwendal Peizerat · França           | Shae-Lynn Bourne · Victor Kraatz · Canadá              | Margarita Drobiazko · Povilas Vanagas · Lituânia     |
| Paris 2002 (detalhes)       | Elena Grushina · Ruslan Goncharov · Ucrânia           | Isabelle Delobel · Olivier Schoenfelder · França       | Tanith Belbin · Benjamin Agosto · Estados Unidos     |
| Paris 2003 (detalhes)       | Albena Denkova · Maxim Staviyski · Bulgária           | Marie-France Dubreuil · Patrice Lauzon · Canadá        | Isabelle Delobel · Olivier Schoenfelder · França     |
| Paris 2004 (detalhes)       | Tatiana Navka · Roman Kostomarov · Rússia             | Albena Denkova · Maxim Staviyski · Bulgária            | Isabelle Delobel · Olivier Schoenfelder · França     |
| Paris 2005 (detalhes)       | Elena Grushina · Ruslan Goncharov · Ucrânia           | Isabelle Delobel · Olivier Schoenfelder · França       | Federica Faiella · Massimo Scali · Itália            |
| Paris 2006 (detalhes)       | Albena Denkova · Maxim Staviski · Bulgária            | Isabelle Delobel · Olivier Schoenfelder · França       | Federica Faiella · Massimo Scali · Itália            |
| Paris 2007 (detalhes)       | Isabelle Delobel · Olivier Schoenfelder · França      | Jana Khokhlova · Sergei Novitski · Rússia              | Meryl Davis · Charlie White · Estados Unidos         |
| Paris 2008 (detalhes)       | Isabelle Delobel · Olivier Schoenfelder · França      | Federica Faiella · Massimo Scali · Itália              | Sinead Kerr · John Kerr · Reino Unido                |
| Paris 2009 (detalhes)       | Tessa Virtue · Scott Moir · Canadá                    | Nathalie Péchalat · Fabian Bourzat · França            | Sinead Kerr · John Kerr · Reino Unido                |
| Paris 2010 (detalhes)       | Nathalie Péchalat · Fabian Bourzat · França           | Ekaterina Riazanova · Ilia Tkachenko · Rússia          | Madison Chock · Greg Zuerlein · Estados Unidos       |
| Paris 2011 (detalhes)       | Tessa Virtue · Scott Moir · Canadá                    | Nathalie Péchalat · Fabian Bourzat · França            | Anna Cappellini · Luca Lanotte · Itália              |
| Paris 2012 (detalhes)       | Nathalie Péchalat · Fabian Bourzat · França           | Anna Cappellini · Luca Lanotte · Itália                | Ekaterina Riazanova · Ilia Tkachenko · Rússia        |
| Paris 2013 (detalhes)       | Tessa Virtue · Scott Moir · Canadá                    | Elena Ilinykh · Nikita Katsalapov · Rússia             | Nathalie Péchalat · Fabian Bourzat · França          |
| Bordeaux 2014 (detalhes)    | Gabriella Papadakis · Guillaume Cizeron · França      | Piper Gilles · Paul Poirier · Canadá                   | Madison Hubbell · Zachary Donohue · Estados Unidos   |
| Bordeaux 2015 (detalhes)    | Madison Hubbell · Zachary Donohue · Estados Unidos    | Piper Gilles · Paul Poirier · Canadá                   | Alexandra Stepanova · Ivan Bukin · Rússia            |
| Paris 2016 (detalhes)       | Gabriella Papadakis · Guillaume Cizeron · França      | Madison Hubbell · Zachary Donohue · Estados Unidos     | Piper Gilles · Paul Poirier · Canadá                 |
| Grenoble 2017 (detalhes)    | Gabriella Papadakis · Guillaume Cizeron · França      | Madison Chock · Evan Bates · Estados Unidos            | Alexandra Stepanova · Ivan Bukin · Rússia            |
| Grenoble 2018 (detalhes)    | Gabriella Papadakis · Guillaume Cizeron · França      | Victoria Sinitsina · Nikita Katsalapov · Rússia        | Piper Gilles · Paul Poirier · Estados Unidos         |
| Grenoble 2019 (detalhes)    | Gabriella Papadakis · Guillaume Cizeron · França      | Madison Chock · Evan Bates · Estados Unidos            | Charlène Guignard · Marco Fabbri · Itália            |
| Referências:                |                                                       |                                                        |                                                      |